# كارين بينيت
كارين بينيت (بالإنجليزية: Karen Bennett)‏ هي مجدفة بريطانية، ولدت في 5 فبراير 1989 في برث في أستراليا.

## وصلات خارجية
- كارين بينيت على موقع الاتحاد الدولي للتجديف (الإنجليزية)
- كارين بينيت على موقع اللجنة الأولمبية الدولية (الإنجليزية)
- كارين بينيت على موقع أوليمبيديا (الإنجليزية)
- كارين بينيت على موقع اللجنة الأولمبية البريطانية (الإنجليزية)